# Antarktiska oceanen

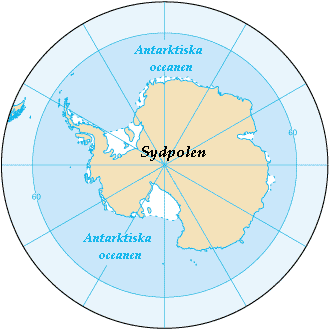
Karta över Sydpolen omgärdat av Antarktiska oceanen.

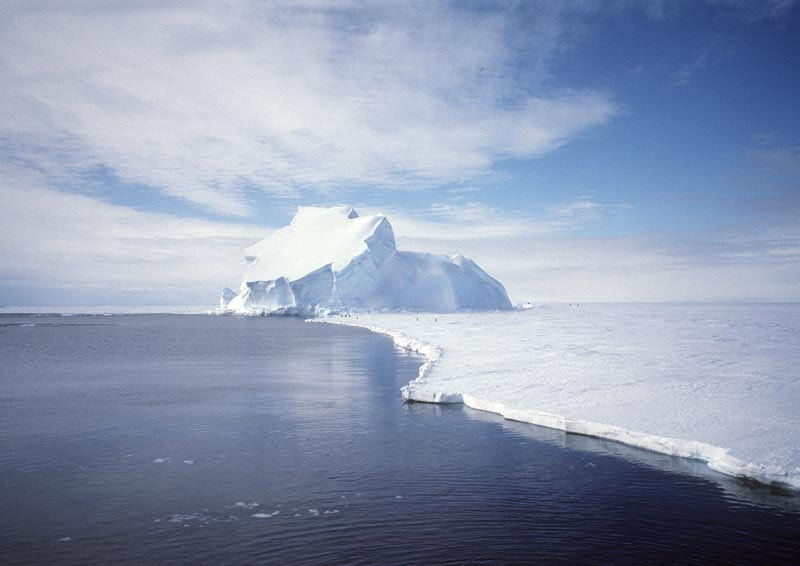
Vatten och is

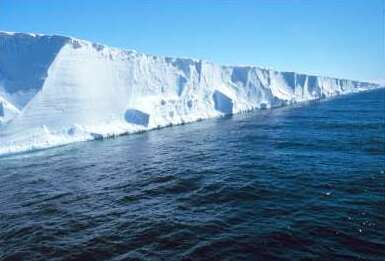
Shelfis

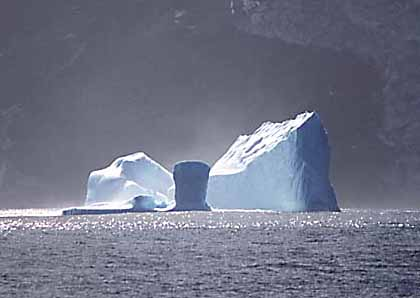
Isberg

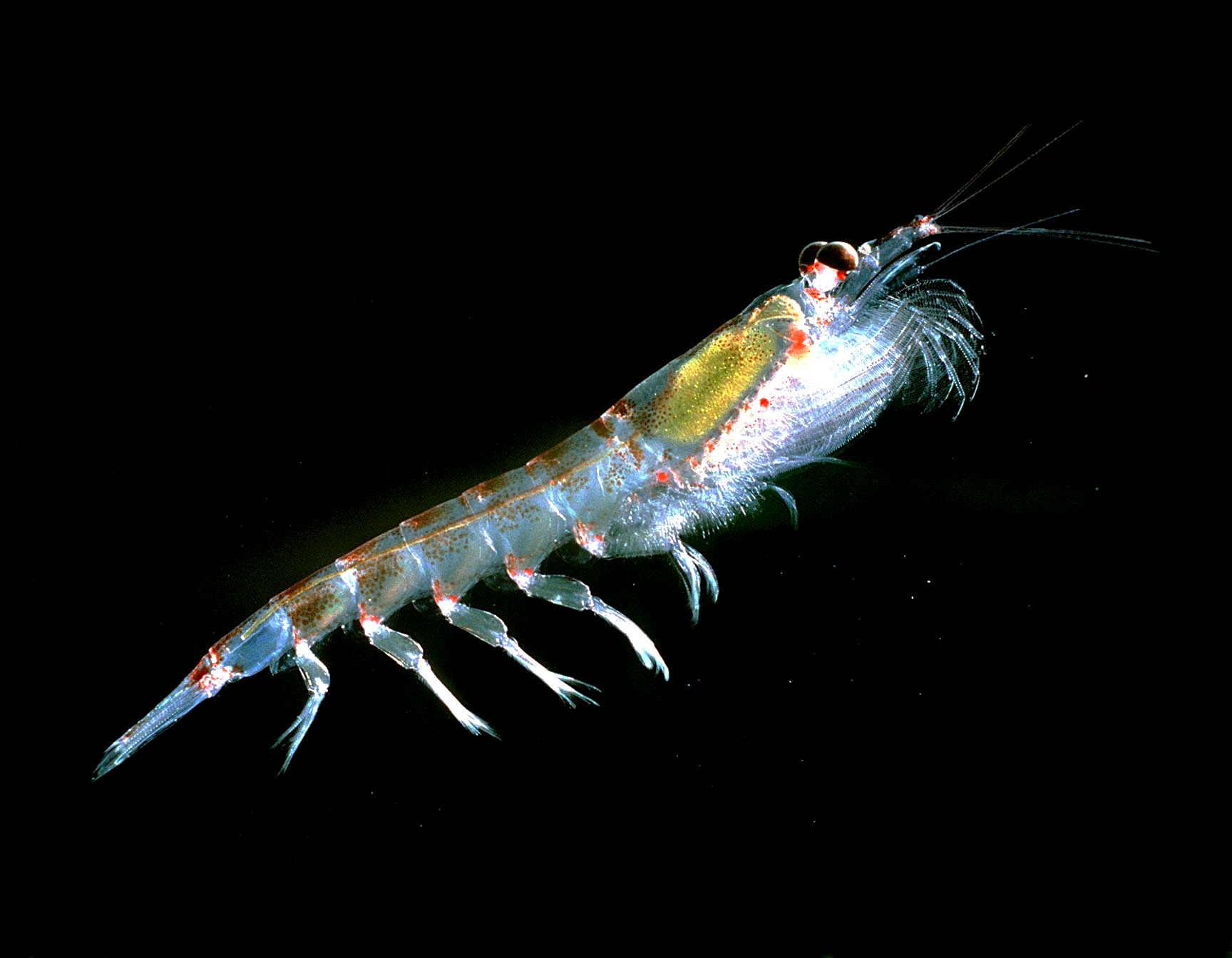
Krill

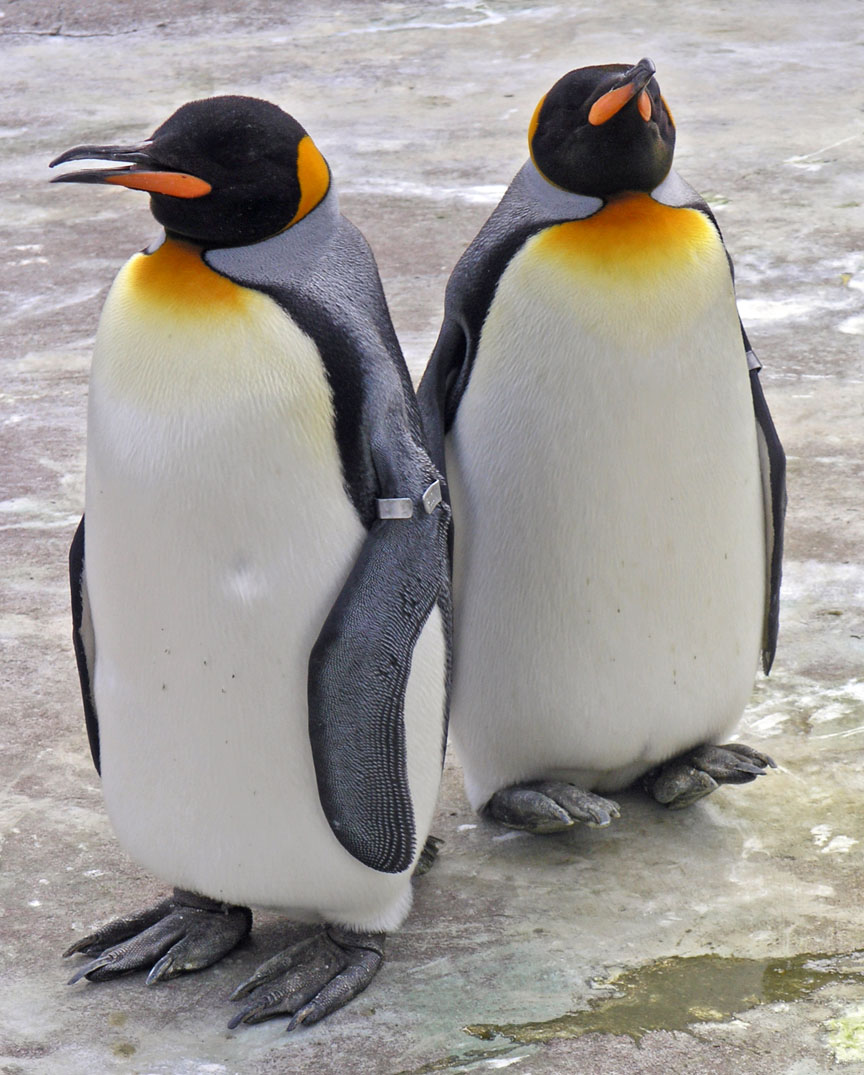
Kungspingviner

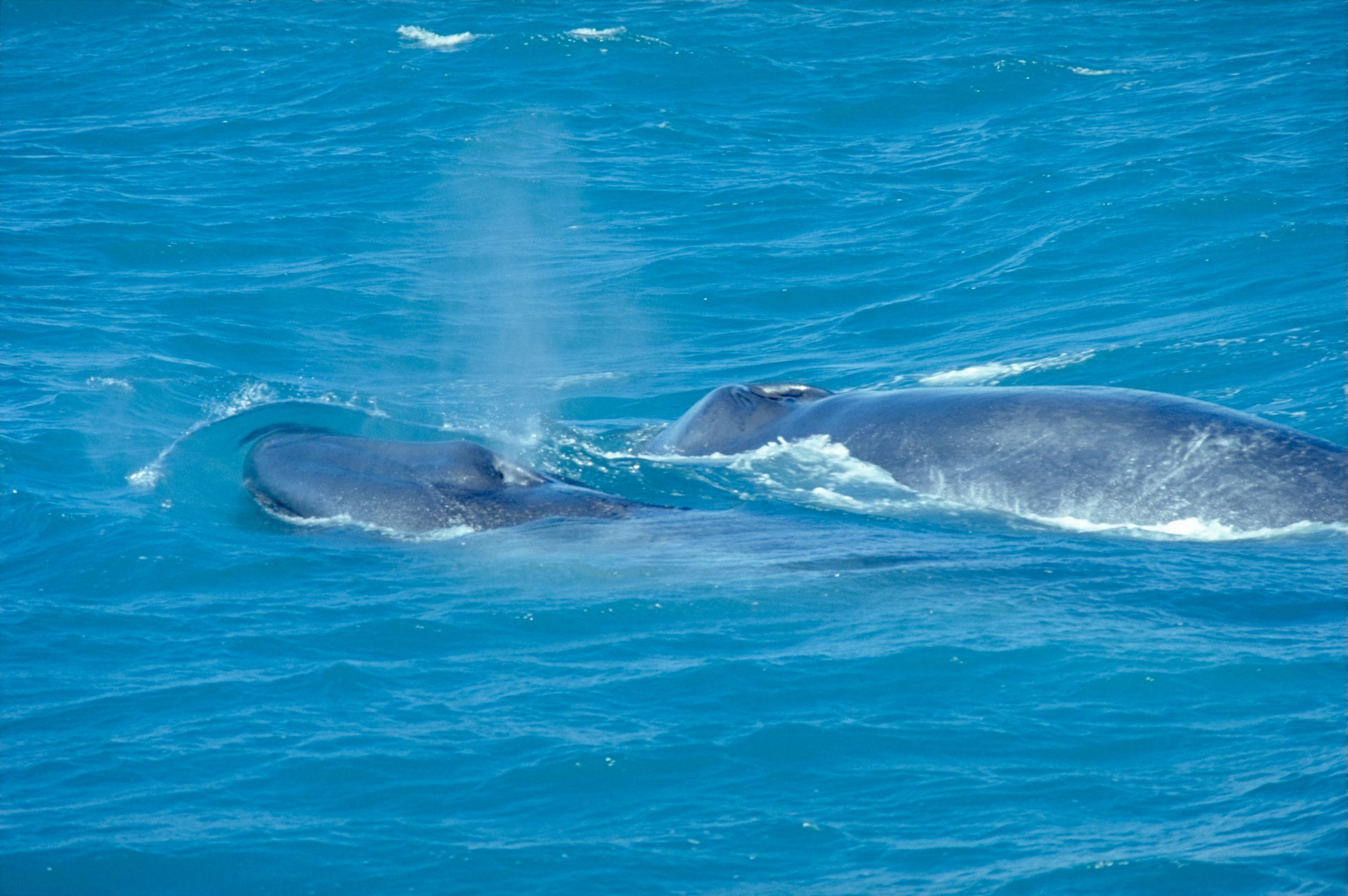
Blåval med kalv

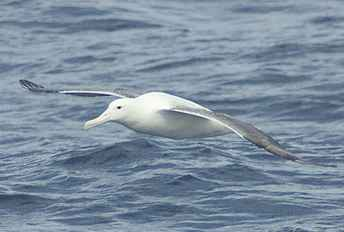
Albatross

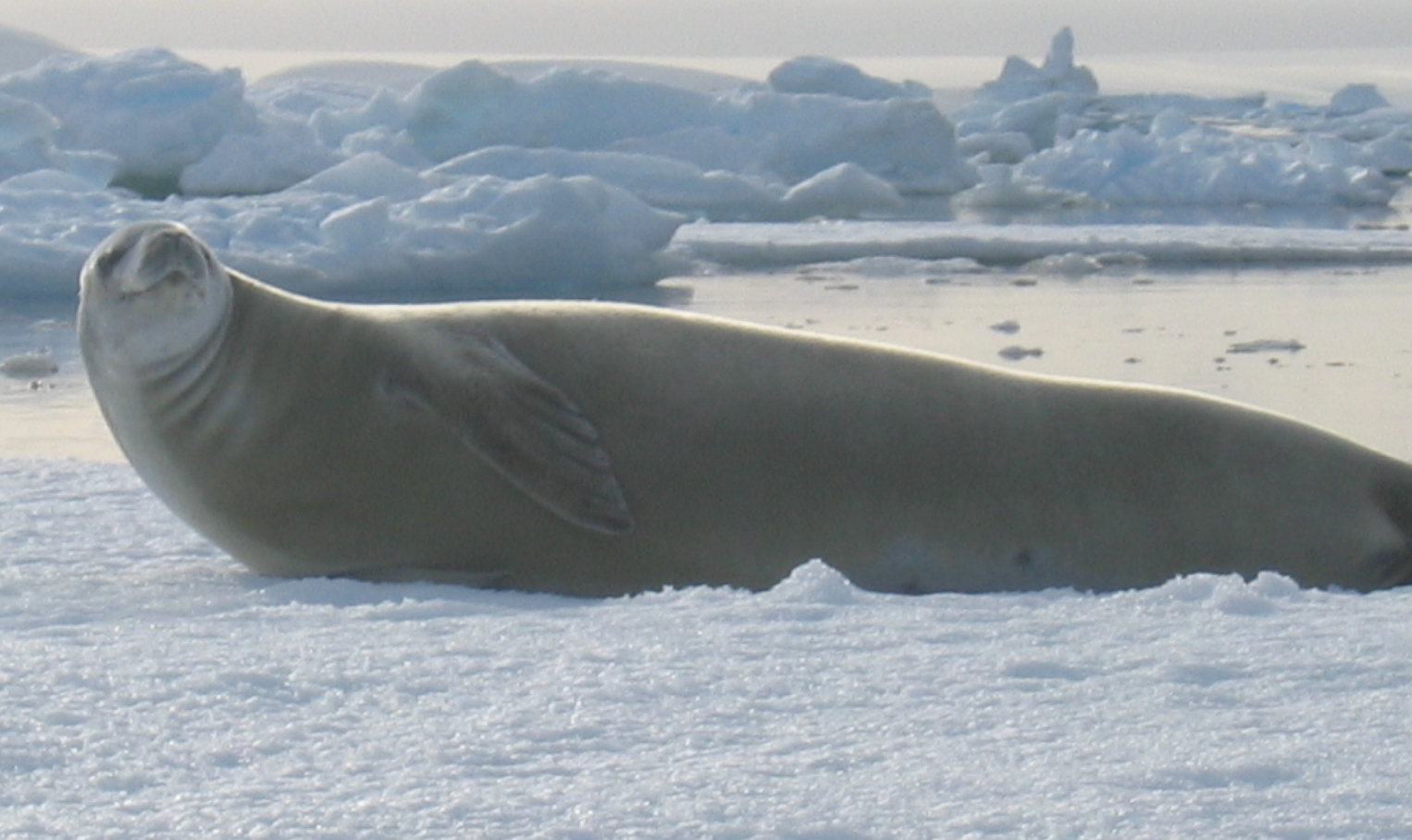
Krabbätarsäl

Antarktiska oceanen, även känd som Södra oceanen, Södra ishavet eller Sydpolshavet, är ett samlingsnamn för alla de havsområden som ligger söder om sextionde breddgraden på Södra halvklotet (60° S). Namnet "Södra oceanen" fastställdes år 2000 av International Hydrographic Organization (IHO) och omfattar allt hav som omger kontinenten Antarktis. Definitionen följer av de bestämmelser som är fastlagda i Antarktisfördraget.
Vissa forskare menar att antarktiska konvergensen, ett havsområde som varierar beroende på årstid, skiljer Antarktiska oceanen från andra hav, snarare än 60° S.
Detta havsområde är där kallt, norrflytande vatten från Antarktis blandas med varmare subantarktiskt vatten.

## Kännetecken
Antarktiska oceanen gränsar i norr mot Atlanten, Indiska oceanen och Stilla havet. Närmast fastlandet, Antarktis, är vattnet nästan överallt fruset året om. Istäckets utbredning varierar med årstiderna och Antarktiska oceanens "strand" förändras därför hela tiden. Den is som ligger kvar året om kallas för shelfis. Från den kalvas ofta stora isberg ut i havet. En bit längre ut från land är vattnet isfritt och kalla, närings- och syrerika havsströmmar flyter öster och norrut tills de möter varmare strömmar på omkring 50 till 60 graders sydlig bredd, det så kallade antarktiska bältet eller antarktiska konvergensen. Antarktiska oceanen är till största delen mellan 4000 och 5000 meter djup. Kontinentalsockeln kring Antarktis är ganska smal och ligger ovanligt djupt, i genomsnitt ungefär 800 meter. Den djupaste punkt som uppmätts i Antarktiska oceanen är 7236 meter.

## Historia
Antarktiska oceanen är inte en ocean i vedertagen bemärkelse (ett världshav som avgränsas huvudsakligen av kontinenter och öar), utan en samlande benämning på alla havsområden som omgärdar kontinenten Antarktis. Kontinenten Antarktis började bildas för omkring 130 miljoner år sedan, när Sydamerikas och Antarktis kontinentalplattor gled isär. Antarktis upptäcktes i början av 1800-talet, men fram till början av 1900-talet utforskades vattnen runt omkring kontinenten mest i syfte att utröna möjligheterna till fångst av säl och val. Först en bit in på 1900-talet började man intressera sig för havet kring Antarktis på allvar, ur vetenskaplig synpunkt. Idag finns många forskningsstationer på Antarktis som bedriver forskning om havets miljöer. Sveriges antarktisprogram, kallat SWEDARP, undersöker även vattnen kring Antarktis.

## Klimat
Stormar och hårda vindar är vanliga. Vid kusten kan kraftiga så kallade fallvindar uppstå. På vintrarna är den ljusa delen av dygnet betydligt kortare än på sommaren. Vattnets temperatur varierar mellan några få plusgrader på sommaren till på eller något under fryspunkten på vinter.

## Indelning
Antarktiska oceanen har flera mindre delhav (randhav):
- Scotiahavet
- Bellingshausenhavet
- Amundsenhavet
- Rosshavet
- Dumont d’Urvillehavet
- Davishavet
- Mawsonhavet
- Kong Haakon VII Hav
- Weddellhavet

## Havsströmmar
- Antarktiska cirkumpolarströmmen
- Rossvirveln
- Weddellvirveln

## Större öar och ögrupper
- Ballenyöarna
- Peter I:s ö
- Scottön
- Sydshetlandsöarna

## Livet i Antarktiska oceanen
I Antarktiska oceanen finns, trots de bistra förhållandena, ett rikt växt- och djurliv. Här finns tack vare det näringsrika vattnet gott om växtplankton, som är föda för djurplankton, krill, bläckfiskar och många småfiskar, vilka i sin tur äts av större fiskar, sälar och fåglar. Krillen är också en viktig föda för många arter av valar, till exempel blåval, knölval och sydkapare, vilka alla är bardvalar. Det finns också tandvalar här, som kaskelot och späckhuggare. Sälar som finns i Antarktiska oceanen är till exempel weddellsäl, krabbätarsäl, rossäl, antarktisk pälssäl och leopardsäl. Sju arter av albatrosser fiskar i vattnen, plus skarvar, tärnor, måsar och petreller. Det finns också sju olika arter av pingviner, av vilka de största är kejsarpingvin och kungspingvin. Minst 120 arter av fiskar håller till i vattnen, och många av dem har speciella anpassningar för att tåla det kalla vattnet. Till de intressantaste hör isfiskar, Channichthyidae, fiskar som saknar hemoglobin i blodet, vilket gör att de kan hålla sin energiförbrukning väldigt låg. Den, liksom vissa torskarter, har också glycopeptider i kroppsvätskorna, vilket gör att de klarar av att leva i ett underkylt tillstånd, eftersom glycopeptider hämmar kristallbildningen. På grundare bottnar har man hittat flera olika arter av sjöstjärnor, havsspindlar, svampdjur, blötdjur och havsborstmaskar. Livet i Antarktiska oceanens djupare skikt är till stora delar okänt. Forskarna har dock gjort flera intressanta fynd, vilket antyder att det troligtvis finns mycket att upptäcka.

### Hot mot fauna och flora
Många av de näringskedjor som finns i Antarktiska oceanen är väldigt korta. Därför är de känsliga för yttre påverkan. Överfiskning av nyckelarter, såsom av krill på 1970-talet är ett hot mot havets liv, liksom olagligt fiske. Valarna i Antarktiska oceanen har också minskat dramatiskt i antal på grund av tidigare hård jakt. Under senare delen av 1900-talet ökade intensiteten av ultraviolett strålning, i takt med att ozonlagret över Antarktis blev allt tunnare, vilket inverkade negativt på växtplanktonens reproduktivitet. Den globala uppvärmningen kan också på sikt komma att påverka livet i Antarktiska oceanen, enligt forskningen. Man har också funnit spår av olika miljögifter i fiskar och sälar, vilka kan ha spridits hit med vindarna.

### Skydd av flora och fauna
Alla internationella överenskommelser om skydd av världshaven gäller också för Antarktiska oceanen. Det finns också några föredrag som är specifika för regionen, bland annat Antarktisfördraget och CCAMLR (Conservation of Antartic Marine Living Resources). Det finns också särskilda konventioner till skydd för valar och sälar och särskilda bestämmelser som reglerar fisket i Antarktis.

## Ekonomisk betydelse
I Antarktiska oceanen fiskas bland annat olika torskar, tandnotingar, tioarmade bläckfiskar, krabbor och krill. Stora hamnar finns i Argentina och Chile. En viktig hamn finns också på Falklandsöarna. Isbrytare underlättar för sjöfarten vissa tider på året.